# Datorspelsåret 2005

## Händelser

### Januari
- 12 januari - Spelföretag och spelare världen över donerar pengar till Unicef:s återuppbyggnadsprogram efter jordbävningen i Indiska Oceanen 2004.

### Februari
- 24 februari - Nintendo lanserar den bärbara spelskonsolen Nintendo DS i Australien.

### Mars
- 6 mars - TV-showen 60 Minutes tar upp datorspelsvåld. Programmet kritiseras av många gamers för att uppmuntra till censur av datorspel. [1]
- 11 mars - Nintendo lanserar den bärbara spelskonsolen Nintendo DS i Europa.
- 24 mars - Sony lanserar den bärbara spelskonsolen Playstation Portable i USA.

### Maj
- 2 maj - Sony lanserar den bärbara spelskonsolen Playstation Portable i Sydkorea.
- 16 maj - Sony meddelar att man tänker släppa Playstation 3[2]
- 18-20 maj - 2005 års upplaga, den elfte i ordningen, av spelmässan "Electronic Entertainment Expo" hålls i Los Angeles i delstaten Kalifornien i USA.[3]

### Juli
- 23 juli - Nintendo lanserar den bärbara spelskonsolen Nintendo DS i Kina.

### September
- 1 september - Sony lanserar den bärbara spelskonsolen Playstation Portable i Australien och Europa.

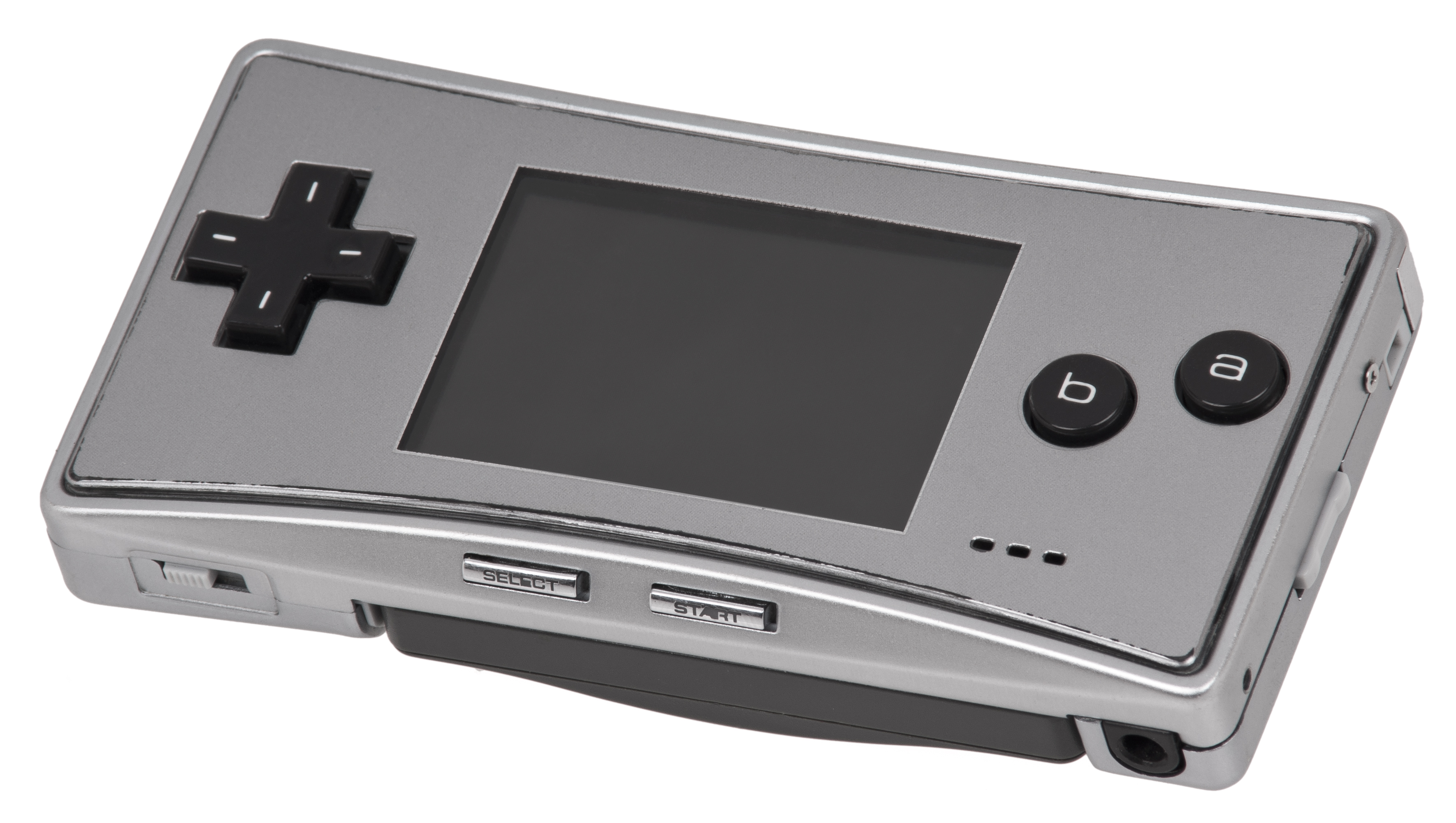
Game Boy Micro

- 13 september - Nintendo lanserar den bärbara spelmaskinen "Game Boy Micro" i Japan.
- 16-18 september - På Makuhari Messe i Chiba prefektur i Japan hålls 2005 års upplaga av "Tokyo Game Show".
- 19 september - Nintendo lanserar den bärbara spelmaskinen Game Boy Micro i Nordamerika.

### Oktober
- 1 oktober - Nintendo lanserar den bärbara spelmaskinen Game Boy Micro i Folkrepubliken Kina, där den går under namnet ""iQue Game Boy Micro".

### November
- 3 november - Nintendo lanserar den bärbara spelmaskinen Game Boy Micro i Australien.
- 4 november - Nintendo lanserar den bärbara spelmaskinen Game Boy Micro i Europa.
- 20 november - Nintendo lanserar Internetspeltjänsten Nintendo Wi-Fi Connection.

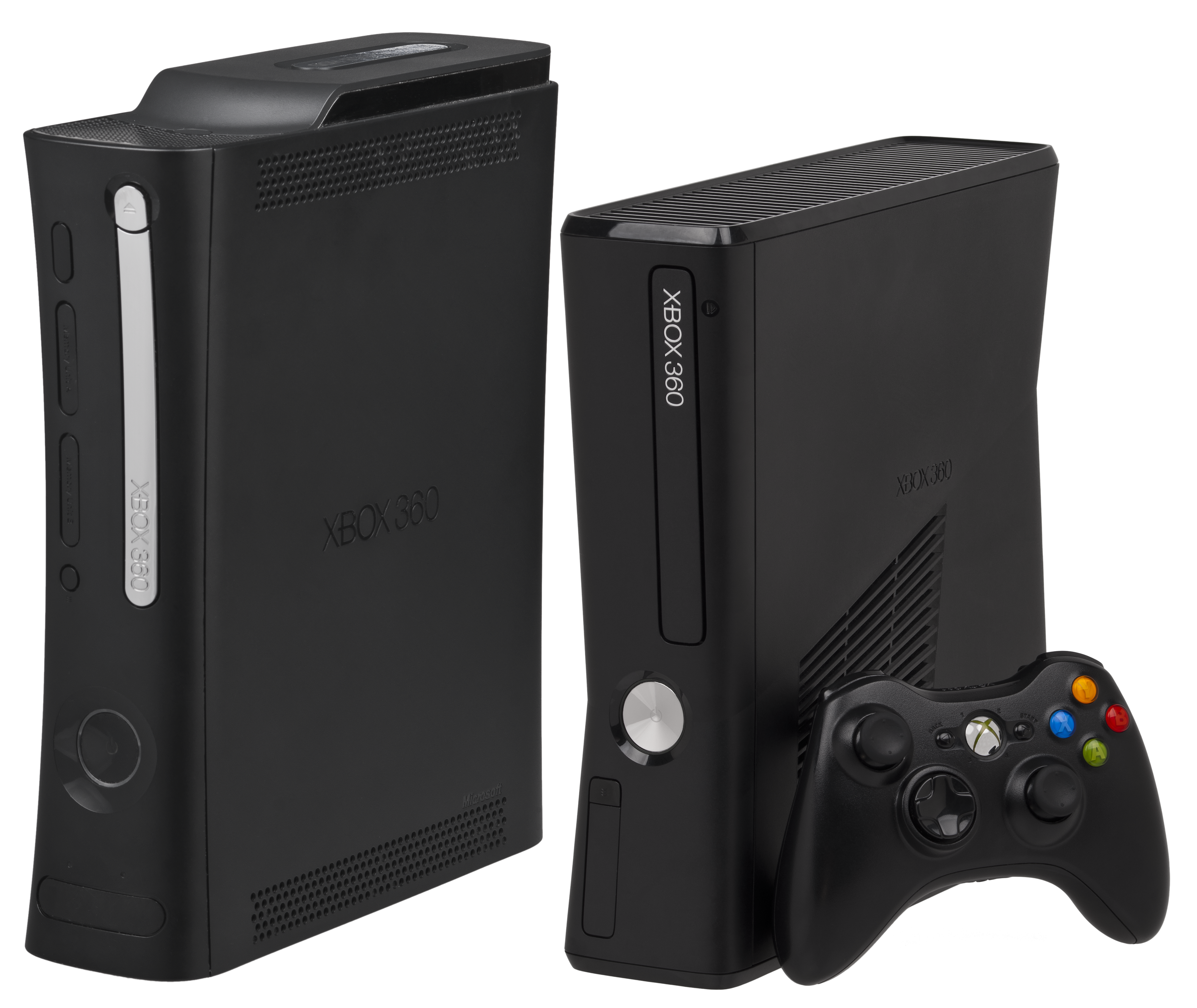
Xbox 360

- 22 november - Microsoft Corporation lanserar hem-TV-spelskonsolen "Xbox 360" i Nordamerika.
- 30 november - Sony Computer Entertainment meddelar att spelskonsolen Playstation 2 brutit ett rekord: Den blev första spelskonsolen att ha skeppats ut i 100 miljoner exemplar sedan lanseringen i Japan den 4 mars år 2000.

### December
- 2 december - Microsoft Corporation lanserar hem-TV-spelskonsolen Xbox 360 i Europa.
- 10 december - Microsoft Corporation lanserar hem-TV-spelskonsolen Xbox 360 i Japan.
- 12 december - Speltillverkarföretaget Working Designs från USA meddelar att man "stänger igen" och företaget läggs ner.
- 16 december - I USA introducerar senatorerna Hillary Clinton, Joe Lieberman och Evan Bayh beslutet Family Entertainment Protection Act (FEPA). Förslaget ropar på federal inblandning i organisationen Entertainment Software Rating Board (ESRB), som sätter åldersgränser på videospel för att "skydda barn från olämpligt innehåll."

## Spel släppta år2005

### Game Boy Advance
- Final Fantasy IV

### Gamecube
- Resident Evil 4
- NHL 06

### Microsoft Windows
- Civilization IV
- Crazy Frog Racer
- Grand Theft Auto: San Andreas
- Postal 2: Apocalypse Weekend
- Guild Wars
- NHL 06
- The Sims 2: Nattliv
- Doom 3
- World of Warcraft(Europa)

### Playstation 2
- Devil May Cry 3: Dante's Awakening
- God of War
- Gran Turismo 4
- Tekken 5

## Avlidna
- 26 januari – Russell Lieblich, amerikansk speldesigner.
- 13 oktober – Gregory Yob, amerikansk speldesigner och programmerare.
- 28 december – Bruce Carver, amerikansk speldesigner och programmerare.

### Fotnoter
1. ↑  Gainor, Dan (9 mars 2005). ”'60 Minutes’ Describes Video Game as a Killer Application”. businessandmedia.org. Arkiverad från originalet den 10 juli 2010. https://web.archive.org/web/20100710141953/http://www.businessandmedia.org/news/2005/news20050309.asp. Läst 23 november 2009.
2. ↑  ”Sony Computer Entertainment Inc. to launch its Next Generation Computer Entertainment System in Spring 2006” (PDF). Sony. Arkiverad från originalet den 25 maj 2005. https://web.archive.org/web/20050525154642/http://www.scei.co.jp/corporate/release/pdf/050517e.pdf. Läst 20 maj 2005.
3. ↑  ”Attendance and Stats” (på engelska). IGN. http://www.ign.com/wikis/e3/Attendance_and_Stats. Läst 21 maj 2015.